# Morini
Morini so bili antično belgijsko pleme.  
O Morinih in njihovem jeziku je malo znanega. Zosim omenja, da se je eno od njihovih mest (sedanji Boulogne-sur-Mer) imenovalo Bononija, v srednjem veku pa Bonen. Zosim omenja tudi to, da je imelo mesto spodnjegermanske značilnosti (Bononia germanorum). Morinski civitas v rimskem obdobju je bila Tarwanna ali Tervanna, sedanji Thérouanne (nizozemsko: Terwaan) v Franciji. 
Morini so skupaj z Menapijci omenjeni v Cezarjevih Komentarjih galskih vojn.

## Etimologija
Ime Morini je izpeljano iz keltske besede mori – morje, kateri je dodana pripona -no-, podobno kot pri Rutenih, Santonih, Turinih in Tigurinih. Beseda mori, ki je v Dunajskem besednjaku zapisana kot more, se je v latinščino prevajala kot mare - morje. Naslednja beseda, ki je izpeljana iz besede mori, je beseda morici, ki se je v latinščino prevajala kot marini – mornarji. Ena od različic je ime Morini, ki pomeni tisti z morja.  Še ena od različic je ime Aremorici – tisti, ki živijo pred morjem (ali ob njem). Beseda mori je sorodna valižanskemu môr, bretonskemu in kornijskemu mor in irskemu muir. Indoevropski prototip je bil najbrž *mori  ali, manj verejtno,  *mari, iz katerega sta nastala na primer nemško Meer in staroslovansko morje.

## Naselitveni prostor
Morini so bili naseljeni v priobalnih ravnicah in mokriščih ob Severnem morju v zgodovinski regiji Zahodni Flamski v zahodni Belgiji in v sedanjih departmajih Nord in Pas-de-Calais na skrajnem severu Francije. 

## Kultura
Morini so prebivali v hišah iz trave v vaseh ob morski obali in na majhnih otokih, obdanih z ribniki. Hiše so gradili na robovih polderjev in na umetnih gričih v polderjih, ki so jih imenovali pol ali terp.  Sledovi polov so še vidni, na primer v naravnem rezervatu Uitkerkse Polder. Vidni so tudi nasipi in rimski jarki.
Obdelovalne površine so pridobili z izsuševanjem. Bili so uspešni kmetje, ker so bili polderjih zelo rodovitni. Trgovali so s sosednjimi plemeni, med katerimi so bili tudi antični kentski Briti iz sosednje Britanije ter Batavijci in Salinijci iz sedanje Nizozemske. 

## Zgodovina
Cezar se je zelo zanimal za del morinskega ozemlja okoli sedanjega Calaisa, od koder je vodila najkrajša pomorska pot v Britanijo. Morini so imeli več pristanišč. Eno od njih je bilo Portus Itius, sedanji Boulogne.
Cezar je želel med severnimi Morini vzbuditi predvsem strah, "da ga ne bi napadli". Ozemlje Morinov in Menapijcev je bilo dobro zavarovano z močvirji in gozdovi in zato primerno za gverilsko vojskovanje. Labien je leta 55 pr. n. št. okrepil rimski pritisk na strateško pomembnejša zahodna morinska ozemlja. Leta 55 pr. n. št. je Cezar tam prezimil eno od svojih legij pod poveljstvom legata Gaja  Fabija. Leta 53 pr. n. št. so se Morini združili, najverjetneje z Menapijci, pod poveljstvom Atrebata Komija.Med velikim galskim uporom pod Vercingetoriksovim vodstvom  so Morini poslali kontingent približno 5.000 (ali 7.000) mož, da bi ga osvobodil iz oblegane Alezije.
Cezar je zapustil nekaj zanimivih podrobnosti. Pleme je imelo nekaj  pagov  (pagus - podregija), ki so očitno samostojno sprejemali svoje odločitve.  Morini  so pobegnili v ali za moeren (močvirje ali barje) in postali nedosegljivi za rimsko vojsko. Leta 56 pr. n. št., ko je bila jesen izredno mokra, je takšna kaktika delovala. Naslednje leto je bilo bolj sušno in taktika je spodletela.  Morini naj bi s še drugimi obalnimi plemeni (Leksovijci, Namneti, Ambilijati, Diablinti in Menapijci) in plemeni iz Britanije sodelovali v vstaji Armoriških Venetov.  Omenjena plemena so bila verjetno vključena v trgovino med celino in Britanijo, ki bi jo Cezar hotel imeti zase. 
Cezar se je vojskoval z Morini, vendar mu je uspelo osvojiti le del njihovega ozemlja okoli Calaisa. Preostali del Morinov je k Rimskemu cesarstvu priključil cesar Avgust v letih 33-23 pr. n. št.. Njihovo ozemlje je postalo del rimske province Belgijske Galije.
Misijonarji Viktorik, Fuscijan in Gencijan so proti koncu 3. stoletja Morine spreobrnili v krščanstvo. Regijo je v 7. stoletju ponovno evangeliziral sveti Audomar. 